# Friends World Committee for Consultation
Das Friends World Committee for Consultation (FWCC) ist eine weltweite Dachorganisation der Quäker. Das FWCC sieht seine Aufgabe darin, vermittelnd zwischen den verschieden ausgerichteten Quäkerorganisationen zu wirken. Gegründet 1937 in Swarthmore, Pennsylvania wurde der Auftrag des FWCC wie folgt formuliert:
Es soll in beratender Funktion auf der ganzen Welt das Verständnis unter den Freunden fördern, besonders durch Anregung von gemeinsamen Konferenzen und durch gegenseitige Besuche, sowie durch Sammeln und Verteilen von Informationen über Literatur und Aktivitäten der Quäker
Von den weltweit 368.000 Quäkern sind 265.000 in den ca. 70 Jahresversammlungen, die dem FWCC angeschlossen sind. Also über 2/3. Das FWCC organisiert alle drei Jahre das so genannte Triennial, um gemeinsame Anliegen zu formulieren. Zwischen den Triennial trifft sich ein Interimskomitee jährlich, um Entscheidungen und die Arbeit zwischen den Triennial voranzutreiben.
Das Haupt-/Welt-Büro hat seinen Sitz in London. Über dieses Büro läuft auch die Kommunikation zu den Vereinten Nationen in New York und Genf. Dem FWCC unterstellt ist auch das International Membership Program das einzellebende Quäker einbinden soll. Dies geschieht durch Reisen, Korrespondenz und Veröffentlichungen.
Eine weitere Aufgabe des FWCC ist, die Öffentlichkeitsarbeit, um die Aktivitäten der Quäker und ihrer Anliegen einer größeren Öffentlichkeit bekannt zu machen.
Das FWCC ist noch mal in vier Bereiche unterteilt:
- Africa Section, based in Nairobi, Kenya
- Asia and West Pacific Section, Zentrale: Australia
- Europe and Middle East Section, Zentrale: Cambridge, England
- Section of the Americas, Zentrale: Philadelphia, Pennsylvania, USA

## Glossar
Für die im Artikel verwendeten Fachbegriffe siehe auch Artikel „Glossar Quäkertum“.

## Nachweise
- „Quäker“, 1/2008, 82. jg., Seite 25, ISSN 1619-0394
- Seite 179, „an introduction to quakerism“, Pink Danelion, 2007, ISBN 0-521-60088-X
- Selbstdarstellung